# Filipe de Carvalho
Filipe de Carvalho Ferreira (Zurigo, 1º dicembre 2003) è un calciatore svizzero, centrocampista del Grasshoppers.

## Carriera

### Club
È cresciuto nel settore giovanile del Grasshoppers. Nel 2021 ha firmato il suo primo contratto professionistico ed il 9 febbraio ha giocato il suo primo incontro, in Challenge League contro il Winterthur.
Il 21 gennaio 2023 ha segnato il suo primo gol con il club svizzero, nella sconfitta per 1-2 contro lo Young Boys.

### Nazionale
Ha giocato nelle nazionali giovanili svizzere Under-19 ed Under-20.

## Statistiche

### Presenze e reti nei club
Statistiche aggiornate al 17 novembre 2023.
| Stagione        | Squadra          | Campionato      | Campionato | Campionato | Coppe nazionali | Coppe nazionali | Coppe nazionali | Coppe continentali | Coppe continentali | Coppe continentali | Altre coppe | Altre coppe | Altre coppe | Totale | Totale | Totale |
| Stagione        | Squadra          | Comp            | Pres       | Reti       | Comp            | Pres            | Reti            | Comp               | Pres               | Reti               | Comp        | Pres        | Reti        | Pres   | Reti   |        |
| --------------- | ---------------- | --------------- | ---------- | ---------- | --------------- | --------------- | --------------- | ------------------ | ------------------ | ------------------ | ----------- | ----------- | ----------- | ------ | ------ | ------ |
| 2020-2021       | Grasshoppers U21 | 1L              | 7          | 2          |                 | -               | -               |                    | -                  | -                  |             | -           | -           | 7      | 2      |        |
| 2021-2022       | Grasshoppers U21 | 1L              | 25         | 7          |                 | -               | -               |                    | -                  | -                  |             | -           | -           | 25     | 7      |        |
| 2022-2023       | Grasshoppers U21 | 1L              | 8          | 1          |                 | -               | -               |                    | -                  | -                  |             | -           | -           | 8      | 1      |        |
| 2023-2024       | Grasshoppers U21 | 1L              | 3          | 2          |                 | -               | -               |                    | -                  | -                  |             | -           | -           | 3      | 2      |        |
| 2020-2021       | Grasshoppers     | CL              | 1          | 0          | CS              | 0               | 0               |                    | -                  | -                  |             | -           | -           | 1      | 0      |        |
| 2021-2022       | Grasshoppers     | ASL             | 1          | 0          | CS              | 0               | 0               |                    | -                  | -                  |             | -           | -           | 1      | 0      |        |
| 2022-2023       | Grasshoppers     | ASL             | 18         | 1          | CS              | 3               | 0               |                    | -                  | -                  |             | -           | -           | 21     | 1      |        |
| 2023-2024       | Grasshoppers     | ASL             | 12         | 1          | CS              | 1               | 0               |                    | -                  | -                  |             | -           | -           | 13     | 1      |        |
| Totale carriera | Totale carriera  | Totale carriera | 75         | 14         |                 | 4               | 0               |                    | -                  | -                  |             | -           | -           | 79     | 14     |        |

## Palmarès
- Challenge League: 1

Grasshoppers: 2020-2021